# 달서영어도서관
달서영어도서관은 대구광역시 달서구에 있는 공립 도서관이다.

## 연혁
- 2019년 7월 17일 개관식 개최 및 시범 운영.
- 2019년 8월 1일 개관 및 정식 운영 시작.